# Webster Pass
Webster Pass är ett bergspass i Antarktis. Det ligger i Västantarktis. Inget land gör anspråk på området. Webster Pass ligger 452 meter över havet.
Terrängen runt Webster Pass är platt åt sydost, men åt nordväst är den kuperad. Terrängen runt Webster Pass sluttar norrut. Trakten är obefolkad. Det finns inga samhällen i närheten. 